# Eoscartopsis assimilis
Eoscartopsis assimilis är en insektsart som först beskrevs av Philip Reese Uhler 1896.  Eoscartopsis assimilis ingår i släktet Eoscartopsis och familjen spottstritar. Inga underarter finns listade i Catalogue of Life.